# Parafia św. Jana Kantego w Filadelfii
Parafia św. Jana Kantego w Filadelfii (ang. St. John Cantius Parish) – parafia rzymskokatolicka położona w Filadelfii w stanie Pensylwania w Stanach Zjednoczonych.
Jest ona wieloetniczną parafią w archidiecezji Filadelfii, z mszą św. w j. polskim dla polskich imigrantów.
Ustanowiona 1892 roku i dedykowana św. Janowi Kantemu.

## Nabożeństwa w j. polskim
- Niedziela – 8:30; 11:30

## Szkoły
- St John Cantius School